# نان کله قندی
نان کله قندی روستایی نوعی نان سنتی است که منشأ آن انگلستان است.
نام این نان به خاطر شکل آن است، که اساساً به شکل دو قرص نان بر روی هم و تقریباً به شکل کله قند است، یکی روی دیگری، و رویی کوچکتر از زیرین است: شکل آن شبیه به شکل بریوش فرانسوی و چاپو درد Finistère است.
منشأ نام و شکل ناشناخته است، اما احتمالاً به صدها سال قبل بازمی‌گردد. الیزابت دیوید، که این نان را در کتاب خود "نان و پخت خمیر انگلیسی خود توصیف کرده‌است، حدس زد که شکل این نان ممکن است به عنوان راهی برای صرفه جویی در "فضای کف" اجاق‌های نان قدیمی به وجود آمده باشد. با این حال، این نام برای اولین بار تا اواسط قرن نوزدهم به صورت مکتوب ظاهر نشد. در گذشته امکان یافتن شکل دراز و مستطیلی آن، معروف به «خشت روستایی» و رایج در منطقه لندن وجود داشت.
نان‌های کله قندی روستایی، با این که قبلاً رایج بودند، اکنون به ندرت در نانوایی‌ها یافت می‌شوند، زیرا تهیه آن‌ها نسبتاً زمان‌بر و دشوار است، و برش آنها مانند نان‌های گرد دیگر راحت نیست.